# Economics in One Lesson
Economics in One Lesson is een economieboek van de Amerikaanse journalist en auteur Henry Hazlitt, voor het eerst verschenen in 1946 en zijn bekendste werk. Hazlitt analyseert in dit boek economische drogredenen die alomtegenwoordig zijn bij politici, lobbyisten, economen en het grote publiek. Omzetting ervan in beleid richt (grote) schade aan, waarvan Hazlitt steeds een uitgebreide uiteenzetting geeft.

## Inspiratiebronnen
Hazlitt noemt in de Preface van zijn boek expliciet drie auteurs aan wie hij schatplichtig is.
1. Frédéric Bastiat, de Franse econoom die het essay Ce qu'on voit et ce qu'on ne voit pas ("Wat we zien en wat we niet zien") schreef, dat dezelfde parabel en een reeks identieke hoofdstukken bevatte. Hazlitts boek is hiervan een consequente uitwerking.[1] Ook Bastiat wees op de vaak ongeziene consequenties van overheidsoptreden.
2. Philip Wicksteed, wiens boek Common Sense of Political Economy een rol speelde bij de argumenten over lonen die in diverse hoofdstukken aan de orde komen.[2]
3. Ludwig von Mises, wiens werk over de verspreiding van monetaire inflatie voor Hazlitt in het bijzonder belangrijk was.

Nog een inspiratiebron voor Hazlitt is het personage The Forgotten Man, uit het gelijknamige essay van William Graham Sumner uit 1883. In dit essay is sprake van personen A en B die besluiten dat persoon C zonder enige inspraak moet betalen voor hulp aan (de volgens A en B behoeftige) persoon D. Hazlitt komt net als Sumner op voor persoon C, de vergeten dupe van het "nobele" streven van A en B. Hazlitt doorgrondt de denkfouten die aan de hulp ten grondslag liggen en de fatale consequenties van die hulp zelf.

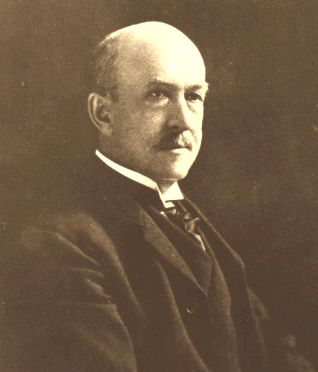
William Graham Sumner

## Inhoud
Economics In One Lesson is in drie delen verdeeld. In deel één staat de centrale les, die als volgt luidt:

The art of economics consists in looking not merely at the immediate but at the longer effects of any act or policy; it consists in tracing the consequences of that policy not merely for one group but for all groups.
(De kunst van economie bestaat eruit om niet alleen te kijken naar de onmiddellijke effecten, maar naar die op lange termijn; zij bestaat uit het traceren van de gevolgen van dat beleid niet voor één groep, maar voor alle groepen.)

In deel twee past Hazlitt deze les toe op de economische overtuigingen die veel mensen hebben en op een groot aantal concrete gevallen van overheidsingrijpen in de vrije markt. Hazlitt schetst de beweegredenen hiervoor en de beoogde mensen of groepen die men hiermee wil helpen of juist bestraffen. Voorbeelden zijn oorlogen, ontslagen bij de overheid, het bevorderen van export, publieke werken, bemoeienis bij loonvorming, het redden van industrieën en minimumloonwetgeving. Ook jegens mechanisatie, spaarders en winsten bestaan schadelijke vooroordelen.

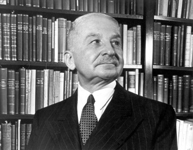
Ludwig von Mises

De kern van zijn boek is dat hij laat zien dat deze overheidsmaatregelen en -activiteiten, ondanks vaak goede bedoelingen, schade aan anderen aanrichten en dat dit niet wordt begrepen en over het hoofd gezien. De samenleving als geheel wordt er zelfs slechter van. Dit beargumenteert Hazlitt uitgebreid. Daarbij bestaat er geen "free lunch" en heeft aanwending van schaarse middelen zijn alternatieve kosten. Algemeen gekoesterde economische standpunten blijken vaak drogredenen te zijn, gebaseerd op onjuiste vooronderstellingen, misinterpretaties en selectief waarnemen. Het praktiseren ervan door politici en beleidsmakers leidt tot grote economische schade. Alleen zien zij deze schade en/of misgelopen voordelen niet of negeren deze en blijft dit ook onbekend en onzichtbaar voor het grote publiek. Propaganda en lobbyisme zorgen hierbij voor sterk gekleurde opvattingen en verdoezeling bij velen.

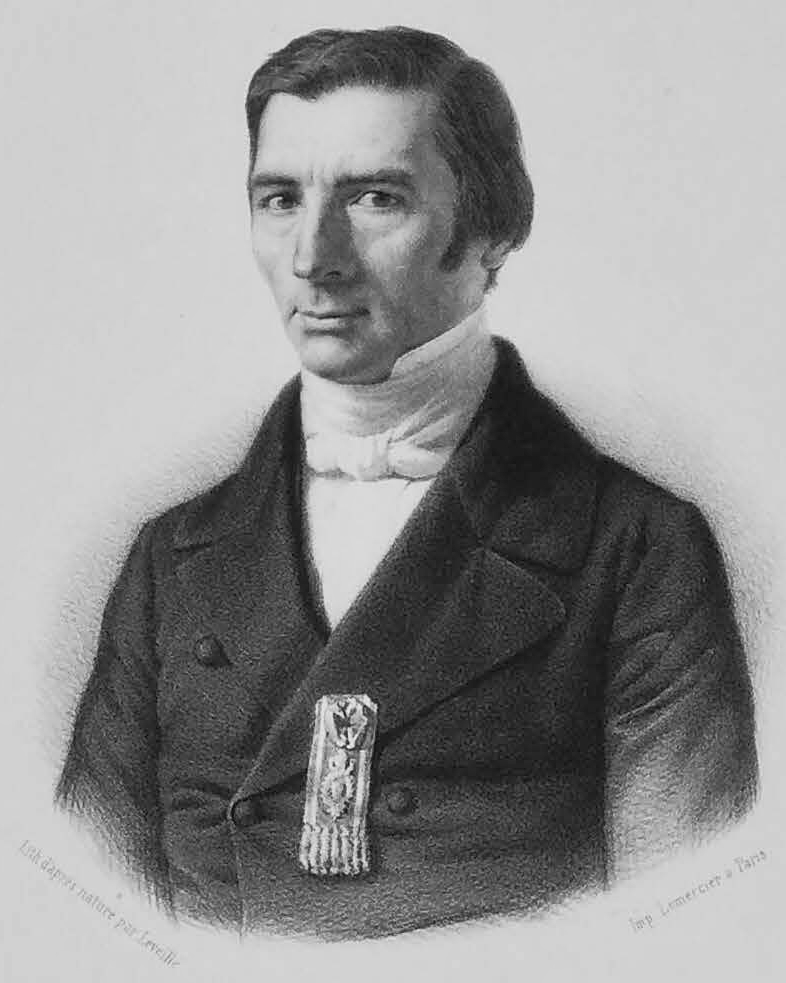
Frédéric Bastiat, grote inspirator van Hazlitt, schreef in 1850 een soortgelijk werk.

Deel drie van het boek bevat, afhankelijk van de uitgave, een samenvattende beschouwing op de les en de uitwerking ervan in de behandelde economische praktijken. Verder een kort hoofdstuk met literatuurverwijzingen en in de editie vanaf 1978 ook een nabeschouwing op de les, ruim 30 jaar na de eerste uitgave van het boek.
Het boek promoot weliswaar de vrije markt, maar is geen anarchokapitalistisch boek: Hazlitt toont zich voorstander van het verlenen van diensten door overheden waar burgers wat aan hebben, zoals politie, infrastructuur en onderwijs. Zijn boek dient als bewijs van helder economisch denken. Het is bedoeld voor iedereen en vereist geen voorafgaande economische kennis bij de lezer.

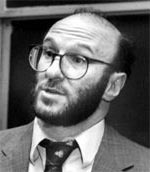
Walter Block

Walter Block noemt Economics in One Lesson het belangrijkste economieboek ooit, wegens de wetenschappelijke betekenis. Hij werd er zelf door geïnspireerd om economie als wetenschap te gaan zien. Bovendien is zijn boek Defending the Undefendable, in het Nederlands vertaald als Ter Verdediging, gebaseerd op Economics in One Lesson. Daar waar Hazlitt zich tot een breed publiek richtte met heldere uiteenzettingen over alledaagse economische drogredenen, doet Block dat met het non-agressieprincipe. Veel onderwerpen en argumenten van Hazlitt zijn ook bij Block te vinden.

## Edities
Economics In One Lesson is diverse malen uitgegeven en herzien.
- In 1946 verscheen de eerste editie, met 24 hoofdstukken.
- In mei 1952 verscheen een speciale editie voor de Foundation for Economic Education. Deze bevatte een extra hoofdstuk 25, A Note on Books (zoiets als "Verder lezen"), met literatuurverwijzingen.[6]
- In de editie van 1961 werd het hoofdstuk over huurcontroles toegevoegd, als hoofdstuk 18. Ook werden in 1961 wat statistieken en grafieken geactualiseerd.
- In juni 1978 kwam een nog door Hazlitt zelf herziene editie uit. Hieraan voegde hij een extra Preface toe en het hoofdstuk The Lesson after Thirty Years. Dat is sindsdien overigens niet in elke heruitgave opgenomen.[7] Ook herzag Hazlitt in 1978 het genoemde hoofdstuk over huurwetgeving en werden illustraties en statistieken weer geactualiseerd.
- In 1996 kwam een editie uit ter gelegenheid van de 50e verjaardag van de eerste uitgave uit 1946, in paperback (ISBN 0930073193) en hardcover (ISBN 0930073207). Deze bevatte een voorwoord van de Amerikaanse ondernemer Steve Forbes.
- In 2009 verscheen bij het Ludwig von Mises Institute een uitgave met een voorwoord van Walter Block.
- Het boek is vertaald in het Spaans, uitgegeven in 1981, 1996 en 2005. Een Duitse vertaling (Economics. Über Wirtschaft und Misswirtschaft) verscheen in 1983 en opnieuw in 2009.

## Voetnoten
1. ↑  Ce qu'on voit et ce qu'on ne voit pas, originele tekst van Bastiat, website www. Bastiat.org. Tekst in het Engels: That Which is Seen, and that Which is Not Seen, website jim.com. Gearchiveerd op 8 december 2020.
2. ↑  Philip Wicksteed - Common Sense of Political Economy, including a Study of the Human Basis of Economic Law , oorspronkelijke uitgave 1910, website The Online Library of Liberty, geraadpleegd 11 januari 2011.
3. ↑  Oorspronkelijk heette Sumners essay "On the Case of a Certain Man Who Is Never Thought Of", zie The Forgotten Man, Mises Institute, 23 februari 2007. Het is opgenomen in zijn boek What Social Classes Owe to Each Other, website Mises Institute. Dit boek bevat twee hoofdstukken die deze persoon behandelen, nrs. IX en X. Het boek is ook in Wikisource te vinden; What Social Classes Owe to Each Other. Verder is nog een essay getiteld The Forgotten Man, dat niet in de genoemde boeken staat. Gearchiveerd op 9 januari 2023.
4. ↑  Economics in One Lesson Chapter Breakdown, website mises.org/Community.
5. ↑  Zie de advertentietekst op Economics in One Lesson, website Mises Institute, uitgave 2009.
6. ↑  Economics In One Lesson, online editie op website FEE, bevat opgave eerdere drukken tot 1952.
7. ↑  De heruitgave van het Mises Institute uit 2009 heeft dit hoofdstuk niet: Economics in One Lesson, website Mises Institute.